# 표지아
표지아(Pyozia mesenensis)는 도마뱀목 바라놉스과에 속하는 도마뱀이다. 지금은 멸종된 종으로서 전체적인 몸길이가 2~3m인 거대한 도마뱀에 속한다.

## 특징
표지아는 러시아에서 알려진 기초 페름기 중기에 생존했던 바라노피드 시냅스과의 멸종속이다. 그것은 제이슨 S에 의해 처음으로 명명되었다. 앤더슨과 로버트 R. 2004년에 리스가 발표되었고 모식종은 표지아 메네넨시스이다. 표지아 메네넨시스는 거의 완전한 두개골을 포함한 3차원적으로 보존된 부분 골격인 완모형 PIN 3717/33에서 알려져 있다. 그것은 약 2억 6580만년전에 과달루피아 시대의 카피타니아 단계로 거슬러 올라가는 크라스노셸스크 층에서 수집되었다. 표지아의 특징으론 잘 발달된 앞다리와 뒷다리를 가지고 있으며 이는 육상에서 빠른 달리기의 속력을 가능하게 하여 먹이를 쫓아가서 사냥하는 데에 매우 유용하게 사용됐을 것으로 보인다. 양턱에는 총 15~25개의 톱니 모양의 이빨을 가지고 있다. 먹이로는 당대에 서식했던 곤충, 절지동물, 무척추동물, 양서류 등을 주로 잡아먹고 살았을 육식성의 포식자로 추정되는 종이다.

## 생존시기와 서식지와 화석의 발견
표지아가 생존했었던 시기는 고생대의 페름기로서 지금으로부터 2억 9000만년전~2억 4500만년전에 생존했었던 종이다. 생존했었던 시기에는 러시아를 중심으로 하는 아시아의 당시에 존재했었던 초원, 산림 등에서 주로 서식했었던 도마뱀이다. 화석의 발견은 2004년에 러시아의 페름기에 형성된 지층에서 러시아의 고생물학자들에 의하여 처음으로 화석이 발견되어 새롭게 명명된 종이다.

## 같이 보기
- 파충류
- 고생대
- 페름기
- 도마뱀
- 화석